# Episodi di The Returned
La prima e unica stagione della serie televisiva The Returned, composta da 10 episodi, è stata trasmessa negli Stati Uniti dal canale A&E dal 9 marzo 2015 all'11 maggio 2015.
In Italia è stata pubblicata su Netflix il 22 ottobre 2015.
| n° | Titolo originale | Titolo italiano | Prima TV USA   | Prima TV Italia |
| -- | ---------------- | --------------- | -------------- | --------------- |
| 1  | Camille          | Camille         | 9 marzo 2015   | 22 ottobre 2015 |
| 2  | Simon            | Simon           | 16 marzo 2015  | 22 ottobre 2015 |
| 3  | Julie            | Julie           | 23 marzo 2015  | 22 ottobre 2015 |
| 4  | Victor           | Victor          | 30 marzo 2015  | 22 ottobre 2015 |
| 5  | Tony and Adam    | Tony e Adam     | 6 aprile 2015  | 22 ottobre 2015 |
| 6  | Lucy             | Lucy            | 13 aprile 2015 | 22 ottobre 2015 |
| 7  | Rowan            | Rowan           | 20 aprile 2015 | 22 ottobre 2015 |
| 8  | Claire           | Claire          | 27 aprile 2015 | 22 ottobre 2015 |
| 9  | Helen            | Helen           | 4 maggio 2015  | 22 ottobre 2015 |
| 10 | Peter            | Peter           | 11 maggio 2015 | 22 ottobre 2015 |